# Esquí de travesía

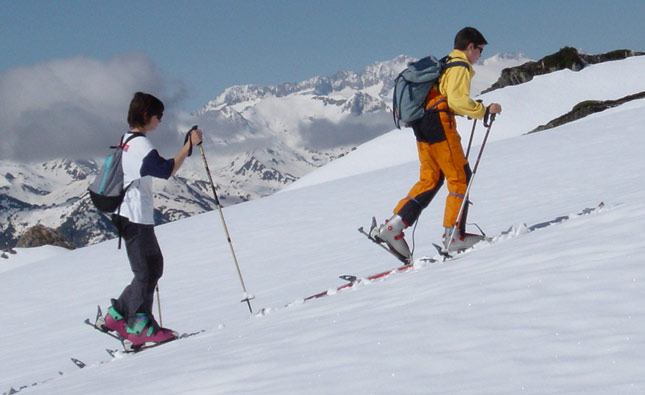
Practicantes del esquí de montaña.

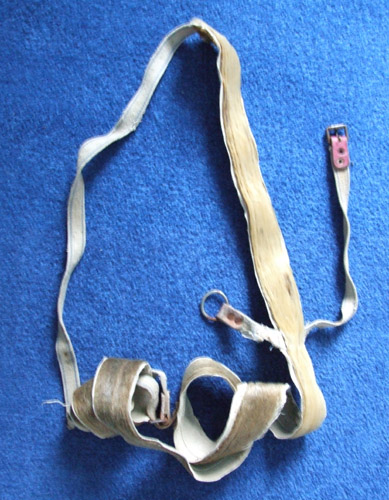
Fotografía de antiguas pieles de foca usadas para el esquí de travesía (hacia los años 1950)

El esquí de travesía, también conocido como esquí de montaña, es una modalidad a medio camino entre el alpinismo y el esquí que no precisa de zonas preparadas ni señaladas y que tiene como objetivo hacer la ascensión y el descenso de un pico, una travesía o una excursión.
Como otras actividades de montaña, se trata de un deporte de riesgo. Hace falta material y equipo específico, así como una preparación física y capacidad técnica que rebasan con mucho el simple dominio de las habilidades de descenso.
Tiene su origen en los Alpes, durante las primeras décadas del siglo XX, en un momento en que mientras que el alpinismo era una actividad de verano plenamente consolidada, durante el invierno y la primavera la alta montaña permanecía cerrada a toda actividad humana.
Hoy este deporte ha cambiado mucho, ahora el esquí de montaña es una disciplina olímpica reconocida (desde el verano 2019), con un circuito internacional reglado por la ISMF (International Ski Mountaineering Federation), circuitos homologados a nivel nacional, etc… 

## Material
Además del equipo propio del montañismo invernal, se utiliza material específico de esta modalidad. Para su uso es conveniente tener experiencia en montañismo invernal, además de un nivel de esquí medio-alto para poder esquiar por todas las zonas ya que una vez se sale a la montaña estás en riesgo hasta que finalizas la actividad. Hay que conocer muy bien esta disciplina pues necesita un poco de atención y técnica a la hora de realizarse. 
Actualmente se practica en cualquier parte del mundo. Existen también numerosas competiciones, organizadas por equipos de alpinismo o excursionismo.
Para ello se utiliza un material específico:
- Tablas de esquí parecidas a las del esquí alpino aunque más ligeras.
- Fijaciones que permiten soltar el talón del esquí para poder caminar.
- Botas ligeras con suela de goma. Podríamos decir que no son botas de esquí, sino botas de alpinismo con las que se puede esquiar (se bloquea la caña), puesto que están preparadas para poder andar con ellas durante muchas horas y por terrenos variados. Tienen suela de montaña, apta para caminar por rocas o nieve/hielo, compatibles con crampones.
- Bastones son más altos y más ligeros que los de esquí alpino, la empuñadura, la roseta y la punta también son distintas para que el bastón no se hunda en nieve profunda y se clave en nieve dura/hielo.[2]
- Pieles de foca que se colocan debajo de cada esquí para poder ascender pendientes: deslizan hacia adelante pero retienen el esquí hacia atrás. Su nombre proviene del animal marino cuya piel se usaba antiguamente para fabricar el accesorio. En la actualidad se usan otros materiales.
- Cuchillas acoplables a la fijación, en caso de tener que caminar sobre nieve dura.
- Además de los utensilios típicos del alpinismo como los crampones, piolet, vestimenta técnica, etc.
- Arva, pala y sonda material de seguridad, son los elementos más importantes en todas las salidas de invierno por si sucede una avalancha o alud.[3]

## Competición
El esquí de travesía actualmente,  existe como práctica profesional en competiciones alrededor del mundo. Fue en 1924 cuándo se incluyó por primera vez en los Juegos Olímpicos de Invierno en Chamonix (Francia).
En los campeonatos y copas podemos encontrar modalidades como: sprint, individual, por equipos y cronoescalada, explicadas a continuación:
- Sprint es una modalidad muy explosiva. Consiste en completar en el menor tiempo posible un recorrido de menos de 5 min. Esta prueba está compuesta por un ascenso, una parte a pie y un descenso compuesto por un slalom. Se realizan varias series: fase clasificatoria, cuartos de final, semifinales y final, todo esto dependiendo del número de participantes. La fase clasificatoria se hace individualmente y se sale cada 20-30 seg, las demás fases son de 6 en 6 competidores.

- Cronoescalada los corredores deben de completar una ascensión alrededor de 500 y 1000 metros de desnivel en una distancia de menos de 5 km aproximadamente. Ninguna parte del recorrido se realiza a pie.

- Individual se trata de completar un recorrido con varias subidas y bajadas por fuera de pista principalmente. Los corredores corren individualmente. En algunas carreras se pueden incluir tramos en los que sean necesarios llevar los esquís en la espalda y hacer un pateo, utilizar cuerdas fijas, rapelar, correr por una arista etc…

- Relevos son equipos de 5 corredores los relevos sénior y 3 deportistas los relevos juveniles hacen todos el mismo recorrido parecido al explicado anteriormente pero un poco más largo pudiendo estar compuesto por 2-3 subidas una con una subida a pie y dos bajadas. Cada componente del equipo tiene que hacer ese mismo recorrido.

- Equipos los corredores deben recorrer varias subidas y bajadas gran parte por fuera de pista, estos deben salir y llegar juntos pasando por varios puntos a la vez.